# Schemarja
Schemarja bzw. Schemarjahu ist ein hebräischer männlicher Vorname.

## Herkunft und Bedeutung
Personen mit dem Namen Schemarja werden viermal in der hebräischen Bibel genannt: 1 Chr 12,6  (Anhänger Davids aus Haruf), 1 Chr 11,19  (Sohn Rehabeams und Mahalats, Enkel Salomos),  Esr 10,32  (ein Nachkomme Harims), Esr 10,41  (ein Nachkomme Sakkais).
Der Name wurde gebildet aus schamar: beschützen, behüten und Ja(hu): Gott und bedeutet Gott beschützt oder Gott hat beschützt.
Danach wurde der Name zuweilen bei jüdischen Familien in Osteuropa verwendet.

## Varianten
Schemarja
- hebräisch שְׁמַרְיָה‎ šəmarjâ

- deutsch Schemarja, Schmarja
- englisch Shemarya, Shmarya

Schemarjahu
- hebräisch שְׁמַרְיָהוּ‎ šəmarjāhū
- deutsch Schemarjahu, Schmarjahu
- englisch Shemaryahu, Shmaryahu

## Namensträger (Auswahl)
- Schemarja(hu) Gorelik (1877–1942), jiddischer Schriftsteller
- Schemarjahu Levin (1867–1935), jüdischer Schriftsteller
- Shemaryahu Talmon (1920–2010), hebräischer Gelehrter